# Theremin
För andra betydelser, se Theremin (olika betydelser).

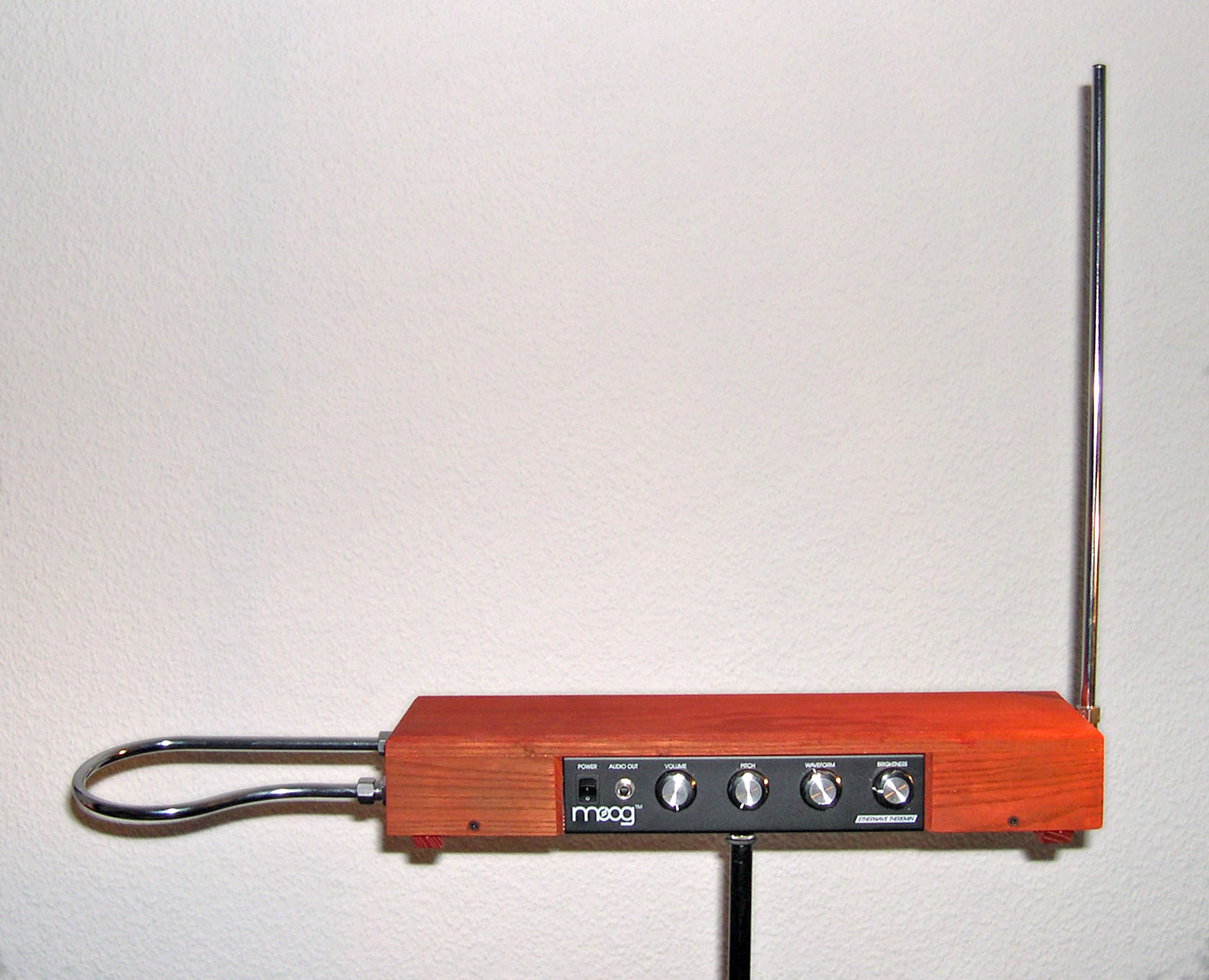
En modern theremin som levereras som byggsats av företaget Moog Music

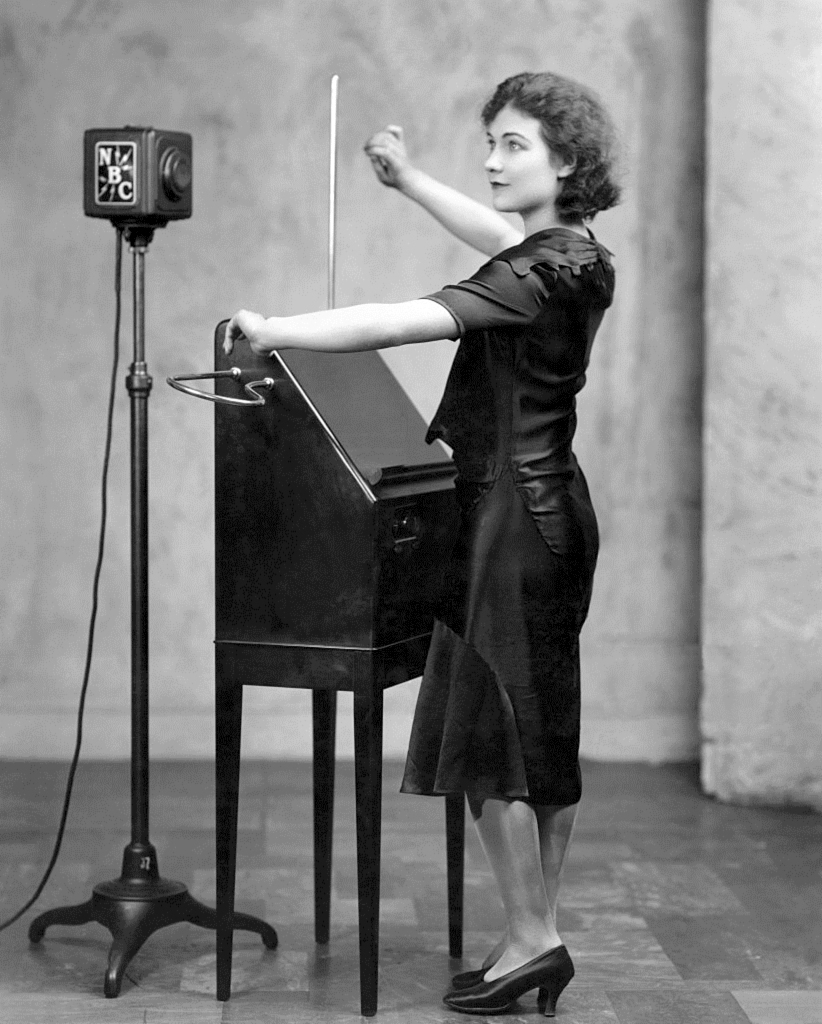
Alexandra Stepanoff spelar theremin vid NBC Radio 1930.

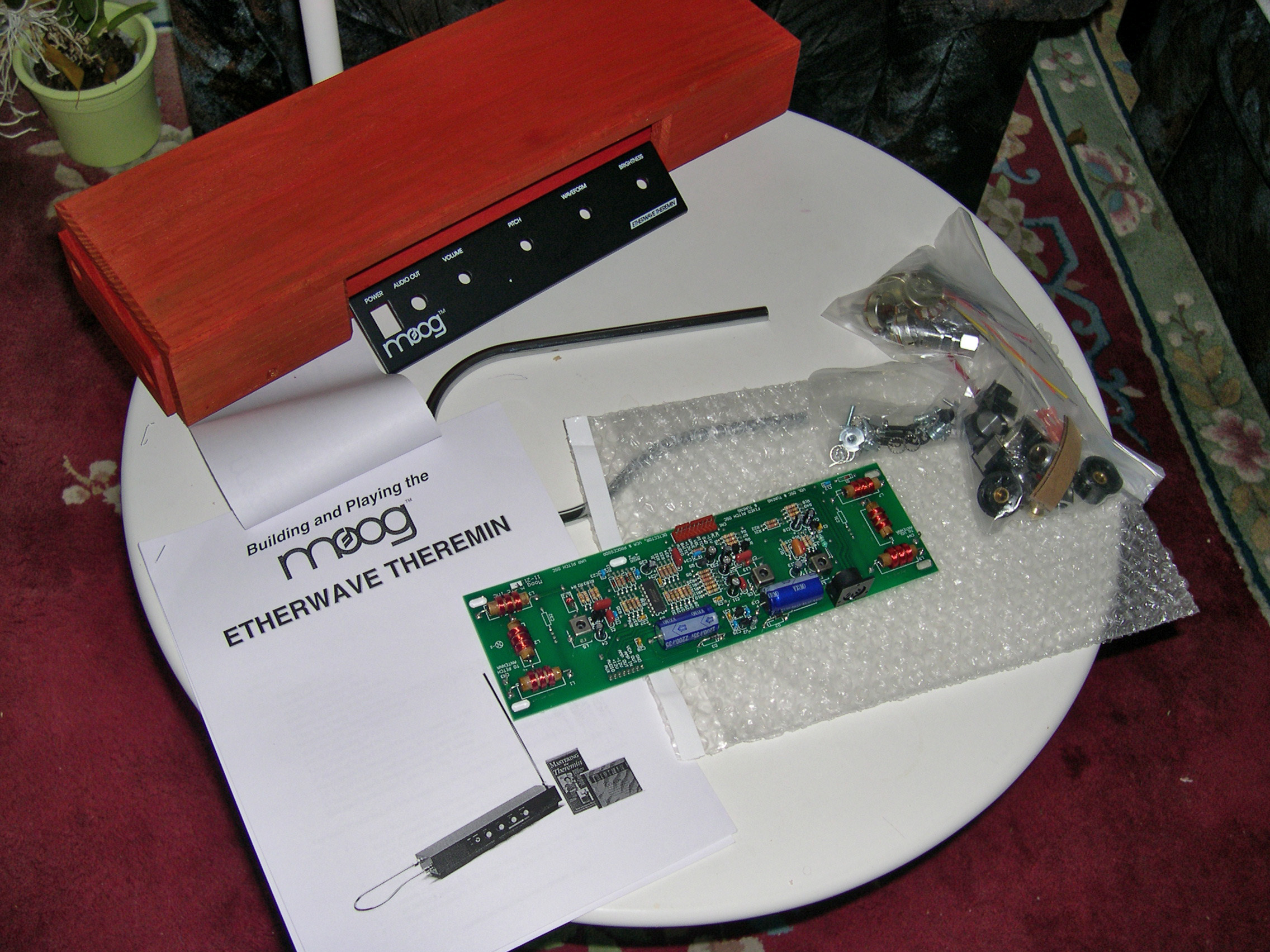
En byggsats till en theremin från Moog.

Theremin, även teremin, thereminvox eller aetherophone, är ett tidigt elektroniskt musikinstrument som uppfanns 1919 av Léon Theremin i anslutning till forskning kring detektorer. Instrumentet patenterades i USA 1928.
Thereminen blev aldrig någon storsäljare, kanske delvis eftersom den amerikanska introduktionen kom i anslutning till den stora börskraschen, men den har under åren byggt upp ett mycket gott rykte. Dess speciella sopranliknande ljudbild, med det lättframbringade vibratot, gjorde att den kom att användas i många tidiga skräckfilmer. Ett modernare exempel är signaturmelodin till serien Morden i Midsomer som spelas på detta instrument, en suggestiv vals komponerad av Jim Parker.
Många kända artister har använt thereminen i sin musik, bland andra Joe Bonamassa, DragonForce, The Beach Boys, Led Zeppelin, Nine Inch Nails, Jean Michel Jarre,  Jean Ven Robert Hal, Lydia Kavina, och Barbara Buchholz. Flera kompositörer, bland andra Charles Ives har använt theremin som solo- eller orkesterinstrument.
Vladimir Lenin sägs ha uppskattat thereminen så mycket att han tog lektioner för att lära sig spela den, och Robert Moog började sin karriär med att bygga och sälja thereminer. Moog Music säljer fortfarande instrumentet både i byggsats och som färdigbyggd enhet. Några av de mest kända thereminspelarna är Clara Rockmore och Carolina Eyck.

## Funktion och användning
Thereminen utnyttjar ett fenomen som liknar svävning. När två elektriska signaler med olika frekvens summeras blir frekvensen hos den nya signalen skillnaden mellan de två ursprungliga signalernas frekvenser. I thereminen finns ett par oscillatorer vars frekvens oftast är några hundra kilohertz. Den ena oscillatorn i paret är uppbyggd kring en normal svängningskrets medan den andra dessutom är ansluten till en antenn. När man rör handen i förhållande till antennen varierar den ena oscillatorns frekvens, och alltså kommer även den summerade signalens frekvens att variera. Om den fasta oscillatorn har frekvensen 500 kHz och den varierbara kan styras mellan 500 och 510 kHz blir resultatet alltså en signal som kan varieras mellan 0 och 10 kHz.
De flesta thereminer har förutom en antenn som kan styra ljudets frekvens även en antenn för styrning av amplituden (ljudstyrkan). Den påverkar ett annat oscillatorpar. Antennerna är konstruerade så att den ena är känslig för rörelse i sidled och den andra för rörelse i höjdled. På så sätt kan tonhöjd och ljudstyrka styras oberoende av varandra.
Vissa thereminer är kompletta med inbyggd högtalare, andra måste anslutas till en förstärkare.